# عرضة نجدية
العرضة النجدية وتعرف أيضًا بالعرضة السعودية، هي رقصة شعبية تؤدَّى في المناسبات الوطنية والمهرجانات والأعياد في المملكة العربية السعودية. وتمثل جزءاً مهماً من تاريخ المملكة، حيث بدأت كأحد أهازيج الحروب في الماضي. وهي العرضة الرسمية للبلاد حيث يشارك فيها الملك أيضًا في حفل استقبال كبار الشخصيات.
سجلت لدى «اليونيسكو» ضمن لائحة التراث العالمي في عام 2015، ويرتدي مؤدوها زياً خاصاً، يستخدم فيها الطبول والسيوف ويُحمل فيها علم المملكة العربية السعودية.

## تاريخها

### العصور القديمة
يصف الدكتور مجيد خان التاريخ القديم للرقصات العربية ومن بينها العرضة بقوله: «لا تزال بعض الرقصات العربية اليوم تشترك في عناصر مشتركة مع الفن القبلي الذي يعود تاريخه إلى آلاف السنين. ويبدو أن اللوحة الكبيرة المنحوتة التي عثر عليها في جبة تصور رجالاً ونساءً ملثمين وهم يرقصون. ويمكن أن تكون هذه الشخصيات المرسومة، شخصيات أسطورية بجسم بشري ورؤوسها عبارة عن نوع من رؤوس الخيل. ومن المثير للاهتمام أن الرجال العرب في العصر الحديث لا يزالون يمارسون رقصة جماعية تقليدية تسمى العرضة والتي تشبه إلى حد ما تمثيلات الفن الصخري في جبة والمليحية وجنين وتبوك في شمال المملكة العربية السعودية. بقدر ما يمكن استخلاصه من الصور القديمة، فإن طريقة تجميع الراقصين، ووضعيات أرجلهم وأذرعهم وأيديهم (كل راقص يمسك بيد الآخر) وحركاتهم المتناظرة تتوافق مع طريقة أداء رقصة العرضة القبلية اليوم.» ويعود عمر الحفريات المكتشفة للعصر الحجري الحديث، بين حوالي 10000 و7500 سنة.

### الدولة السعودية

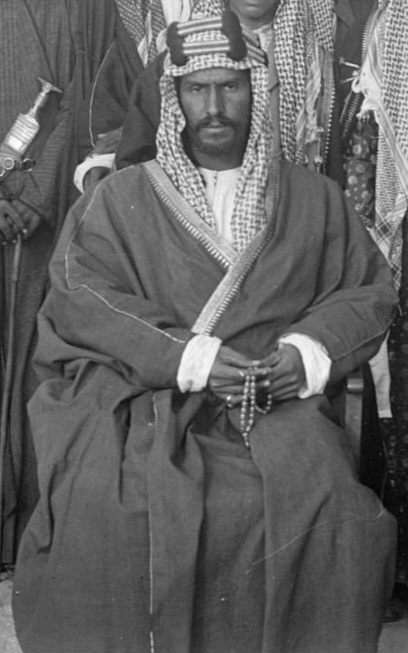
الملك عبدالعزيز بن عبدالرحمن آل سعود في شبابه

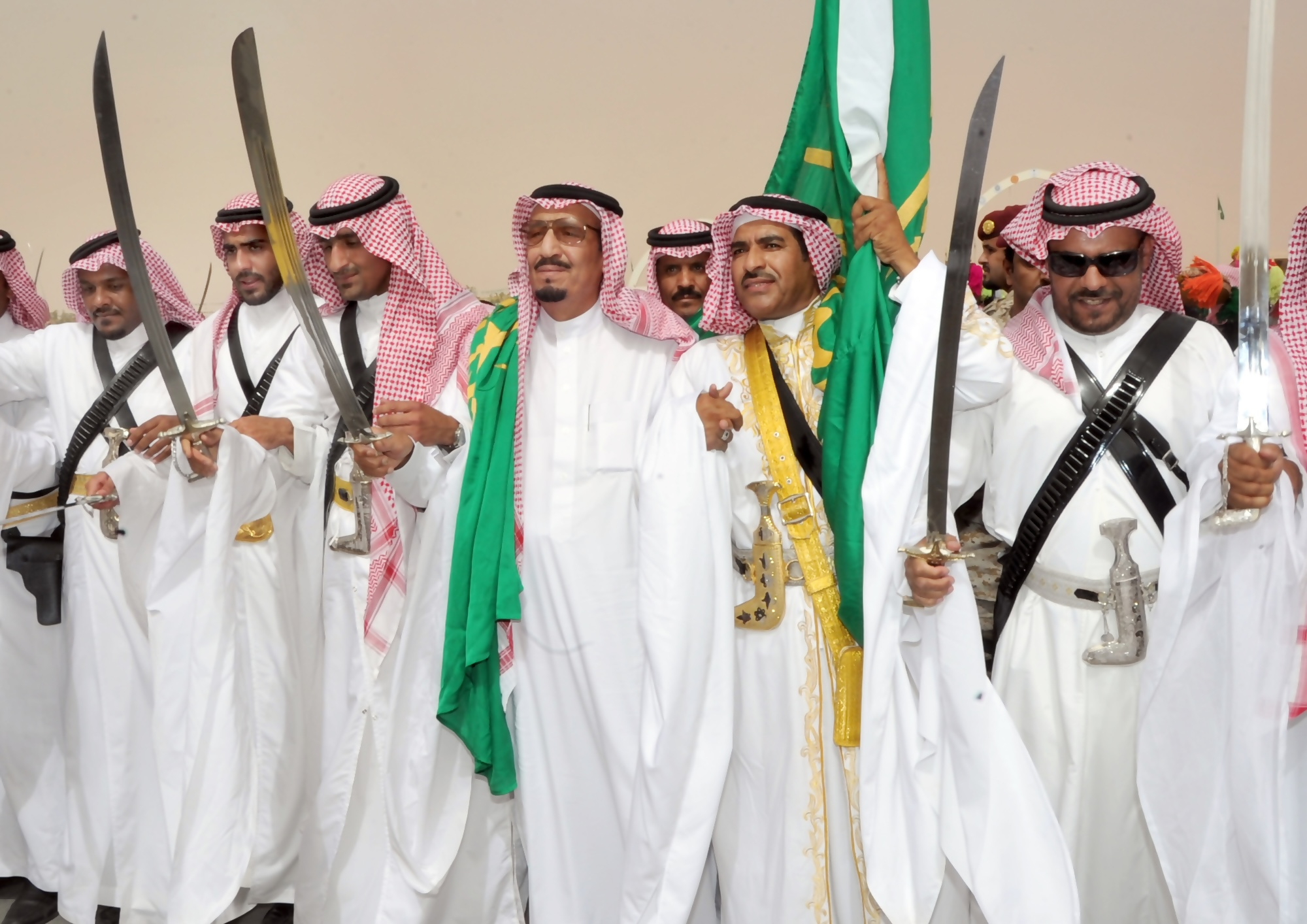
الملك سلمان بن عبدالعزيز آل سعود يؤدي العرضة

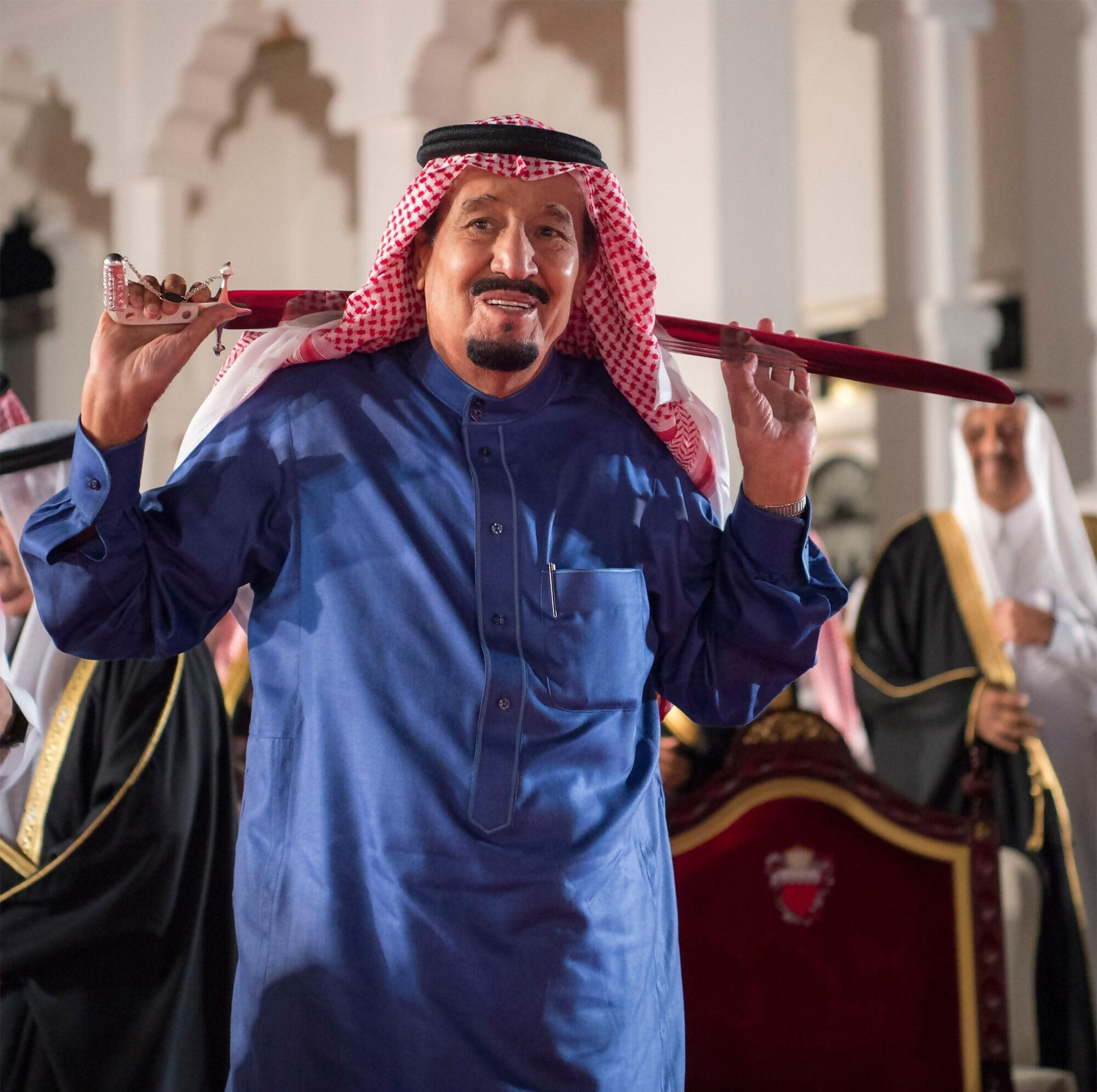
الملك سلمان بن عبدالعزيز آل سعود يؤدي العرضة خلال زيارته لمملكة البحرين

رافقت العرضة مراحل تأسيس المملكة العربية السعودية وتوحيدها في عهد الملك عبدالعزيز آل سعود، حين كانت رقصة حربية وأحد الأهازيج  التي تؤدى في وقت الحروب، كان يؤديها أهل نجد بعد الانتصار في المعركة قبل توحيد البلاد لذا كانت تسمى “العرضة النجدية”.
تعتبر مظهراً من مظاهر الحماس الحربي، وشحذاً لعزائم المحاربين، وتعبيراً عن القوة المعنوية في أوقات السلم، ومناسبات الفرحة، وهي ذات مدلولين مدلول حربي متوثب، ومدلول سلمي ترفيهي مبطن، بروح الحماس، والقوة المعنوية، وهي رقصة حماسية تعبر عن روح البطولة، والحماسة، والرجولة، وكانت وهي أول نذر الحرب والتجمع له، حيث كانت تؤدى قبل الحرب وذلك لتهيئة المقاتلين لجو المعركة، لذا فهي تذكر بأيام الحرب

## تراث عالمي
في الاجتماع العاشر للجنة الحكومية الدولية لصون التراث الثقافي غير المادي الذي عُقد في ناميبيا في ديسمبر 2015 أدرجت العرضة السعودية في القائمة التمثيلية الخاصة بالتراث الثقافي غير المادي لدى منظمة الأمم المتحدة للتربية والعلوم والثقافة «اليونسكو» تحت عنوان «العرضة النجدية - رقص شعبي ودق على الطبول وأهازيج شعرية من المملكة العربية السعودية»، وبذلك تدخل المملكة ولأول

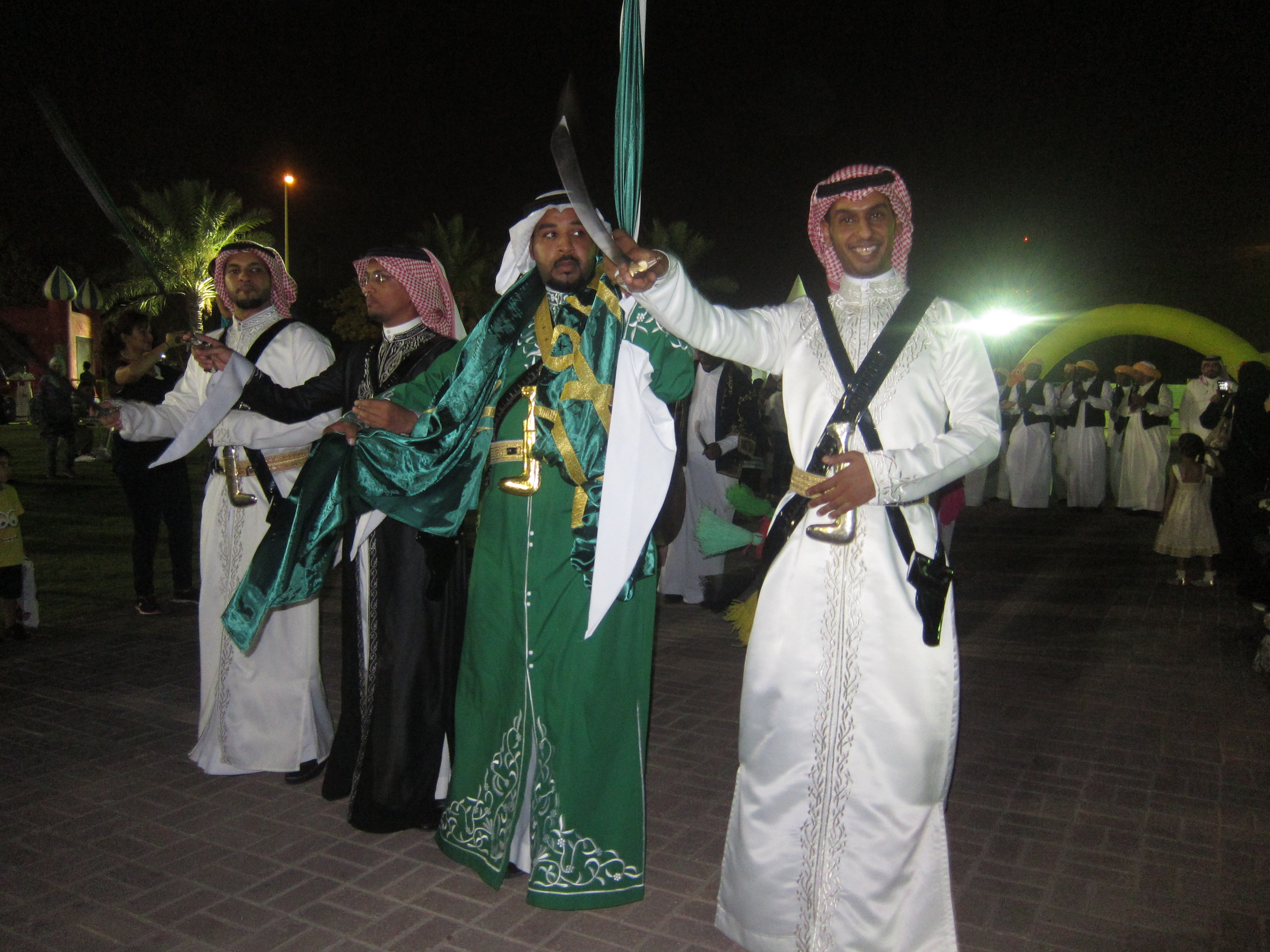

مرة لائحة التراث العالمي غير المادي (الشفوي).

## طريقة أداء العرضة السعودية
تنظم هذه العرضة، ويعدل صفوفها، ويراقب الشعر الذي يقال فيها، من ناحية انسجامها مع العرضة، ويخصص رجال لهذه المهمة يتولى إعلان بداية العرضة شخص ذو صوتٍ جهوري، يقف في المنتصف ويحيط به فقط قارعي الطبول، ويسمى نداءه في السابق “بالمحوربة” وكان لإعلان الحرب، وأشهر ما قيل في هذا النداء:
يالله ياللي لا إله غيره….ياناصرٍ جنده على العدوان

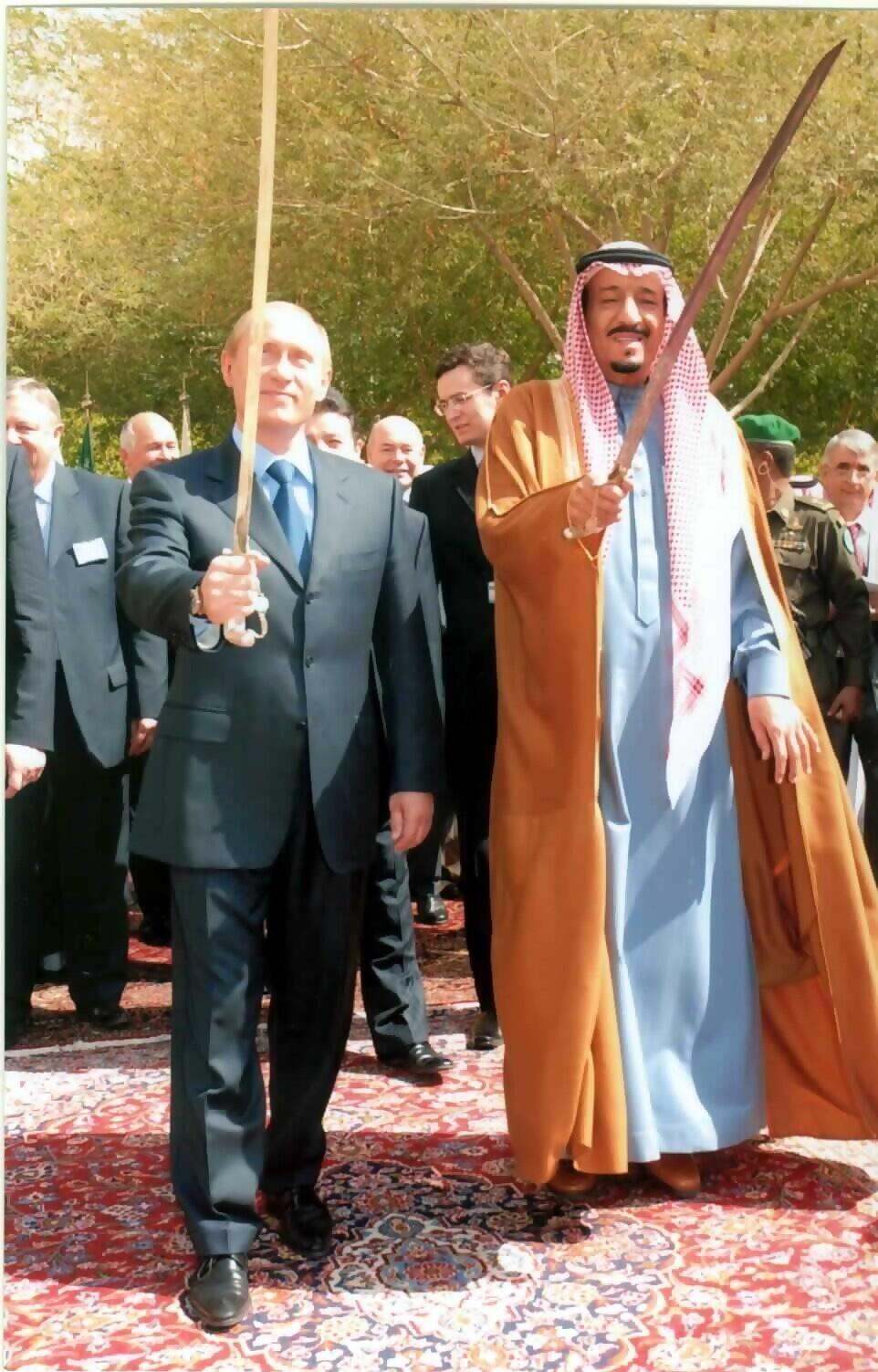
الملك سلمان بن عبدالعزيز والرئيس الروسي فلاديمير بوتين يؤديان العرضة سنة 2007م

يستجيب جميع المشاركون في العرضة لهذا النداء بالتوجه إلى الميدان حاملين سيوفهم وبخطى متسارعة، مرددين «أبشر أبشر». ثم يصطفون بتداخل أياديهم وتلاحمها.

## عناصرها
- الملقن: هو يلقي القصيدة المغناة على المشاركين، ويتولى نقلهم من بيت القصيدة للبيت الذي يليه.
- العارضون بالسيوف: هم من يلعبون بسيوفهم في صفوف عن طريق حركات منتظمة.
- حامل البيرق: هو من يحمل البيرق «علم أخضر»، يبلغ متوسط طوله 3 أمتار، بيده اليسرى ويضع طرفه الأخير على عنقه، ويشارك في صفوف العارضين بالسيوف.
- قارعو الطبول: قارعو الطبول الكبيرة «طبول التخمير» يكون موقعهم ثابت في الصف الخلفي، ويرددون البيت الأول من القصيدة لتشريع بداية العرض.
- قارعو الطبول الصغيرة «طبول التثليث» يكون موقعهم ثابت في الأمام، ويشرعون بالقرع على طبولهم بعد قرعات الطبول الكبيرة الأولى. ويمكنهم المشاركة في اللعب وسط ميدان العرضة.[8][9]

## زي العرضة السعودية
- المرودن هو ثوب فضاض أبيض تصل أكمامه إلى مادون الركبة.
- الصاية «الدقلة» وهي رداء طويل ملون ومطرز يغطي كامل الجسد.
- المحزم هو حزام أسود يوضع على الصدر، ويوضع فيه الرصاص الخاص بالبنادق.
- الجنبية هو حزام يلف على الوسط ويوضع فيه الخنجر.[10]

## العرضة والجنادرية
لم تغب العرضة عن مهرجان الجنادرية المقام سنوياً منذ عام 1985، حيث يهتم المهرجان باستعراض تراث المملكة وتاريخها وثقافتها، من خلال فنونها الشعبية والتراثية والشعرية. بهدف الحفاظ عليها واستعراضها لزوار المهرجان.

## أشهر القصائد التي قيلت في العرضة
محمد العوني
فهد بن دحيم
عبد الرحمن بن صفيان